# Храни меня, мой талисман
«Храни меня, мой талисман» — советский художественный фильм Романа Балаяна, снятый на киностудии имени А. П. Довженко к 150-летию со дня смерти русского поэта Александра Сергеевича Пушкина.
В 1987 году на МКФ искусств в Стамбуле (Турция) картина удостоена Главного приза фестиваля «Золотой тюльпан».

## Сюжет
Журналист Алексей Дмитриев вместе со своей женой Татьяной приезжает в Болдино, чтобы сделать репортаж о празднествах, посвящённых А. С. Пушкину, которые проходят здесь каждую осень. Они останавливаются в доме Дмитрия, их друга и директора музея в Болдино. Алексей берёт интервью у режиссёра пантомимы, разыгрываемой в болдинском парке, у Михаила Козакова, который искренне беспокоится о Болдино, у Булата Окуджавы, записывает старинные песнопения.
За Алексеем и его женой неотступно следует некий молодой человек — Анатолий Климов. Он специально сталкивается с ними на мосту, чтобы заговорить с Алексеем о Дантесе, к которому явно питает симпатию. Он вспоминает о донжуанском списке Пушкина, о том, что тот мог оказаться на месте Дантеса, если бы Воронцов, в чью жену Пушкин был влюблён, вызвал бы его на дуэль. Алексей понимает, куда клонит молодой человек, он вспоминает, как Вяземский сокрушался о потере записок Байрона, а Пушкин ответил на это: «чёрт с ними, народ с жадностью читает исповеди, потому что подлости своей радуется — он мал как мы, он мерзок как мы. Врёте. Он мал и мерзок, но не так, как вы. Иначе».
Через некоторое время Климов вновь якобы случайно встречается с Алексеем и его женой, чтобы извиниться и познакомиться с ними. Алексея начинает раздражать назойливость Климова, но он поддерживает тему разговора и продолжает свою мысль, начатую при первой встрече с Климовым — Пушкин не мог бы оказаться на месте Дантеса, даже если бы Воронцов вызвал бы его на дуэль, а не писал реляции в Петербург. У Пушкина было несколько дуэлей, но он даже никого не ранил. Алексей предлагает Климову дать почитать книгу о Пушкине и приглашает его зайти за ней к ним в дом, где они остановились с женой.
Вечером в доме Дмитрия собираются гости: Алексей, его жена, Булат Окуджава, Михаил Козаков. Приходит и Климов. Они спорят о Пушкине, о том, как отобразить жизнь великого человека на экране. Пока они спорят, Климов приглашает Таню потанцевать. На следующий день Алексей уезжает в город, чтобы поговорить с нужными людьми в обкоме о финансировании музея в Болдине.
Вернувшись из города, Алексей вдруг обнаруживает свою жену Татьяну в комнате с Климовым. Татьяна в растерянности, она пытается объяснить что-то мужу. Но он неожиданно говорит Климову, что вызывает его на дуэль. Климов воспринимает это как шутку, но решает её поддержать. Вечером Алексей возвращается домой с перепачканным лицом и говорит жене, что убил человека. Она в ужасе зовёт Дмитрия, и тот советует Алексею пойти в милицию и во всём признаться. Затем Таня сбивчиво рассказывает, что на самом деле произошло между ней и Климовым.
Далее показана сцена, в которой Алексей и Климов идут по болоту к месту дуэли. Затем Алексей долго-долго целится в Климова (который дурачится под дулом ружья, зная, что его противник не выстрелит) и, так и не нажав на курок, вдруг падает без сознания.
В финале Дмитрий обнаруживает все патроны от ружья и понимает, что выстрела не было и никто не убит. Он рассказывает об этом Тане и приходит к Алексею, пытаясь понять, зачем он всё это устроил. После его ухода появляется Таня, обнимает лежащего Алексея, гладит его и снова и снова повторяет слова любви.
Роман Балаян о фильме:

В «Талисмане» я обратился к герою, который уже определился. Результат — по сравнению с Макаровым — оказался ещё драматичнее. Герой «Полётов», переживая кризис, себя не обманывал. А в «Талисмане» он вдруг заново посмотрел на себя. Первоначально, ещё в заявке Рустама Ибрагимбекова, были убитый человек, милиция, следствие. Мне реальная дуэль мешала. Но несостоявшаяся, как в фильме, нужна была мне для того, чтобы ещё раз возвеличить гениального человека, который гениально жил. Может быть, моя попытка наивна, впрочем, и её я не стыжусь. Я был поражён, когда на обсуждении «Талисмана» один критик, да ещё женщина, сказала: «Здесь герой празднует труса». Боже мой, мы показали мучения человека, который идёт не убивать, а умирать. Сомнения Алексея коснулись всех его представлений о себе. В нём вдруг как бы всё «село», пошатнулось. Не мог же он себя убить! Вот и вылетела эта дурацкая фраза: «Я вызываю вас на дуэль». То была игра с самим собой, и он бросил жребий. Критики, правда, решили, что он либо дурак, либо трус.

## В ролях
- Олег Янковский — Алексей Петрович Дмитриев, журналист
- Александр Абдулов — Анатолий Евгеньевич Климов
- Татьяна Друбич — Таня, жена Алексея
- Александр Збруев  — Дмитрий, директор музея в Болдино
- Александр Адабашьян — месье Дардье, французский турист
- Ольга Василенко
- Галина Долгозвяга
- Михаил Козаков, Булат Окуджава — в роли самих себя
- Эдуард Тимлин

## Съёмочная группа
- Сценарий: Рустам Ибрагимбеков
- Режиссёр-постановщик: Роман Балаян
- Оператор-постановщик: Вилен Калюта
- Художник-постановщик: Алексей Левченко
- Композитор: Вадим Храпачёв

В фильме звучат песни Булата Окуджавы «Былое нельзя воротить» и «На фоне Пушкина снимается семейство» в исполнении автора.